# Legendres chifunktion
Inom matematiken är Legendres chifunktion, uppkallad efter Adrien-Marie Legendre, en speciell funktion som definieras som den oändliga serien
{\displaystyle \chi _{\nu }(z)=\sum _{k=0}^{\infty }{\frac {z^{2k+1}}{(2k+1)^{\nu }}}.}
Den kan skrivas enkelt med hjälp av polylogaritmen som
{\displaystyle \chi _{\nu }(z)={\frac {1}{2}}\left[\operatorname {Li} _{\nu }(z)-\operatorname {Li} _{\nu }(-z)\right].}

## Speciella värden
{\displaystyle {\begin{matrix}\chi _{2}(\mathrm {i} )&=&\mathrm {i} \cdot G\\\chi _{2}({\sqrt {2}}-1)&=&{\frac {1}{16}}\pi ^{2}-{\frac {1}{4}}\left(\ln({\sqrt {2}}+1)\right)^{2}\\\chi _{2}({\frac {1}{2}}({\sqrt {5}}-1))&=&{\frac {1}{12}}\pi ^{2}-{\frac {3}{4}}\left(\ln({\sqrt {5}}+1)\right)^{2}\\\chi _{2}({\sqrt {5}}-2)&=&{\frac {1}{24}}\pi ^{2}-{\frac {3}{4}}\left(\ln({\sqrt {5}}+1)\right)^{2}\\\chi _{2}(-1)&=&-{\frac {1}{8}}\pi ^{2}\\\chi _{2}(1)&=&{\frac {1}{8}}\pi ^{2}\end{matrix}}}
där i är den imaginära enheten och G är Catalans konstant.

## Integralrelationer
{\displaystyle \int _{0}^{\pi /2}\arctan(r\sin \theta )d\theta =-{\frac {1}{2}}\int _{0}^{\pi }{\frac {r\theta \cos \theta }{1+r^{2}\sin ^{2}\theta }}d\theta =2\chi _{2}\left({\frac {{\sqrt {1+r^{2}}}-1}{r}}\right)}
{\displaystyle \int _{0}^{\pi /2}\arctan(p\sin \theta )\arctan(q\sin \theta )d\theta =\pi \chi _{2}\left({\frac {{\sqrt {1+p^{2}}}-1}{p}}\cdot {\frac {{\sqrt {1+q^{2}}}-1}{q}}\right)}
{\displaystyle \int _{0}^{\alpha }\int _{0}^{\beta }{\frac {dxdy}{1-x^{2}y^{2}}}=\chi _{2}(\alpha \beta )\qquad {\rm {om}}~~|\alpha \beta |\leq 1}

## Specialfall och generaliseringar
Dirichlets lambdafunktion är ett specialfall av Legendres chifunktion
{\displaystyle \lambda (n)=\chi _{n}(1)\,}
såsom även Dirichlets betafunktion
{\displaystyle \beta (n)={\frac {1}{\rm {i}}}\chi _{n}(\mathrm {i} ).}
Legendres chifunktion är ett specialfall av Lerchs transcendent, nämligen
{\displaystyle \chi _{n}(z)=2^{-n}z\,\Phi (z^{2},n,1/2).\,}